# Hr. Stein (afsnit)
"Hr. Stein" er det attende afsnit af den danske tv-serie Matador. Det blev skrevet af Lise Nørgaard, og det instrueret af Erik Balling. 
Afsnittet foregår i 1943, og det er det sidste i tredje sæson af serien.

## Handling
Krigen raser fortsat men modstanden ulmer. Korsbæks lokale modtsandsbevægelse tæller bl.a. dr. Hansen, Kristen Skjern, Elisabeth Friis og Poul Kristensen. De sprænger tyskernes vognpark i luften, som er parkeret i Viggo Skjold Hansens garageanlæg bagved Varnæs' hjem.
To tyske soldater kommer hjem til Kathrine og Oluf Larsen. De opdager at han har et billede af Hitler sat fast under lokumsbrættet, og han bliver derfor fængslet i 30 dage.
Korsbæk Banks bogholder hr. Stein er jøde, og derfor bliver der en aften skrevet nazistiske slagord på bankens facade. Med den lokale modstandsbevægelses hjælp bliver det arrangeret, at han kan flygte til Sverige. Maude Varnæs ender med at køre ham et stykke af vejen, da ingen anden kan.
Til Ulrik Varnæs' store skuffelse bliver Ellen Skjern gift med Mogens Lamborg.